# Baka al-Luwajmi
Baka al-Luwajmi – miasto w Arabii Saudyjskiej, w prowincji Ha’il. Liczy 12 708 mieszkańców (2008). Ośrodek przemysłowy.